# Cremastus snowi
Cremastus snowi är en stekelart som först beskrevs av Henry Lorenz Viereck 1905.  Cremastus snowi ingår i släktet Cremastus och familjen brokparasitsteklar. Inga underarter finns listade i Catalogue of Life.